# Underofficersgrader i Bundesheer
| MILITÄR GRAD   | Wachtmeister Sergeant | Wachtmeister Sergeant | Oberwachtmeister Förste sergeant | Oberwachtmeister Förste sergeant | Stabswachtmeister Fanjunkare | Stabswachtmeister Fanjunkare | Oberstabswachtmeister Förvaltare | Oberstabswachtmeister Förvaltare | Offiziersstellvertreter Regementsförvaltare | Offiziersstellvertreter Regementsförvaltare | Vizeleutnant Regementsförvaltare | Vizeleutnant Regementsförvaltare |
|                | Fältuniform           | Kragspegel            | Fältuniform                      | Kragspegel                       | Fältuniform                  | Kragspegel                   | Fältuniform                      | Kragspegel                       | Fältuniform                                 | Kragspegel                                  | Fältuniform                      | Kragspegel                       |
| -------------- | --------------------- | --------------------- | -------------------------------- | -------------------------------- | ---------------------------- | ---------------------------- | -------------------------------- | -------------------------------- | ------------------------------------------- | ------------------------------------------- | -------------------------------- | -------------------------------- |
| GRADBETECKNING |                       | Flygtrupperna         |                                  | Spaningstrupperna                |                              | Pansartrupperna              |                                  | Sjukvårdstrupperna               |                                             | Signaltrupperna                             |                                  | Gardesbataljonen                 |
| GRADBETECKNING | Skärmmössa            | Skärmmössa            | Skärmmössa                       | Skärmmössa                       | Skärmmössa                   | Skärmmössa                   | Skärmmössa                       | Skärmmössa                       | Skärmmössa                                  | Skärmmössa                                  | Skärmmössa                       | Skärmmössa                       |
| GRADBETECKNING |                       |                       |                                  |                                  |                              |                              |                                  |                                  |                                             |                                             |                                  |                                  |
| TYPBEFATTNING  | TYPBEFATTNING         | Gruppchef             | Gruppchef                        | Gruppchef                        | Plutonchef                   | Plutonchef                   | Plutonchef                       | Plutonchef                       | Plutonchef                                  | Plutonchef                                  | Plutonchef                       | Plutonchef                       |